# Peter Webhofer
Peter Webhofer (* 26. März 1932 in Tristach, Osttirol; † 14. September 2016 in Innsbruck) war ein österreichischer Geistlicher, Kirchenmusiker und Musikwissenschaftler.

## Leben
Webhofer besuchte das Gymnasium in Lienz und Schwaz, danach studierte er an der Universität Innsbruck Theologie. 1957 wurde er von Paulus Rusch in der Dekanatspfarrkirche Sillian zum Priester geweiht, anschließend wirkte er drei Jahre als Kooperator in Steinach am Brenner. Danach studierte er am Innsbrucker Konservatorium bei Karl Koch und am Pontificio Istituto di Musica Sacra in Rom Orgel, Komposition, Dirigieren und Musikwissenschaft. Nach der Promotion 1964 kehrte er nach Tirol zurück und wurde erster Domkapellmeister der neugeschaffenen Diözese Innsbruck. Er leitete den verjüngten und vergrößerten Domchor und setzte die kirchenmusikalischen Neuerungen des Zweiten Vatikanischen Konzils auf diözesaner Ebene um. Daneben unterrichtete er am Innsbrucker Konservatorium sowie Religion an einem Gymnasium. 
Nachdem er das Amt des Domkapellmeisters 1972 aus gesundheitlichen Gründen aufgeben musste, betrieb er musikwissenschaftliche Studien, hauptsächlich zu Giovanni Felice Sances, und arbeitete nach einer Ausbildung an der Sacra Rota Romana ab 1983 für 30 Jahre als Richter am Ehegericht des Bischöflichen Ordinariates. 1979 gründete er die Cappella Oenipontana, ein Ensemble für Alte Musik, das er wissenschaftlich betreute. Nach seinem Tod 2016 wurde er in der Krypta des Innsbrucker Doms beigesetzt.

## Auszeichnungen
- Österreichisches Ehrenkreuz für Wissenschaft und Kunst I. Klasse, 2003
- Berufstitel Professor
- Ehrenzeichen für Kunst und Kultur der Stadt Innsbruck, 1982
- Kaplan Seiner Heiligkeit, 1986
- Ehrenring der Gemeinde Tristach, 2002